# Хиперсомнија
Хиперсомнија je симптом који дефинише стање које претеране поспаности током дана и нападима спавања, а који нису узроковани недовољним ноћним спавањем, или продуженим преласком до потпуно будног стања, после буђења. 
Хиперсомнија често може да представља симптом биполарног афективног поремећаја у депресивној фази, рекурентног депресивног поремећаја или депресивне епизоде.
Понекад се критеријуми за постављање другог менталног поремећаја не могу задовољити и поред постојања извесних доказа о психопатолошкој основи тегоба. Некада су сами пацијенти у стању да повежу своју склоност ка неконтролисаном дремању у неприкладно време са одређеним непријатним догађајима. Са друге стране, други пацијенти негирају такву повезаност и поред тога што искусни клиничар може да идентификује такву повезаност. У неким случајевима, не могу се открити било какви емоционални или други психолошки фактори који би играли улогу у настајању хиперсомније. Претпостављено одсуство органских узрока указује да је хиперсомнија највероватније психогеног порекла.